# أحمد كامار
أحمد كامار هو لاعب رماية مصري الجنسية. تنافس في مسابقة الرجال في الألعاب الأولمبية الصيفية 2016.

## روابط خارجية
- أحمد كامار على موقع الاتحاد الدولي (الإنجليزية)
- أحمد كامار على موقع أوليمبيديا (الإنجليزية)